# Ophthalmothule

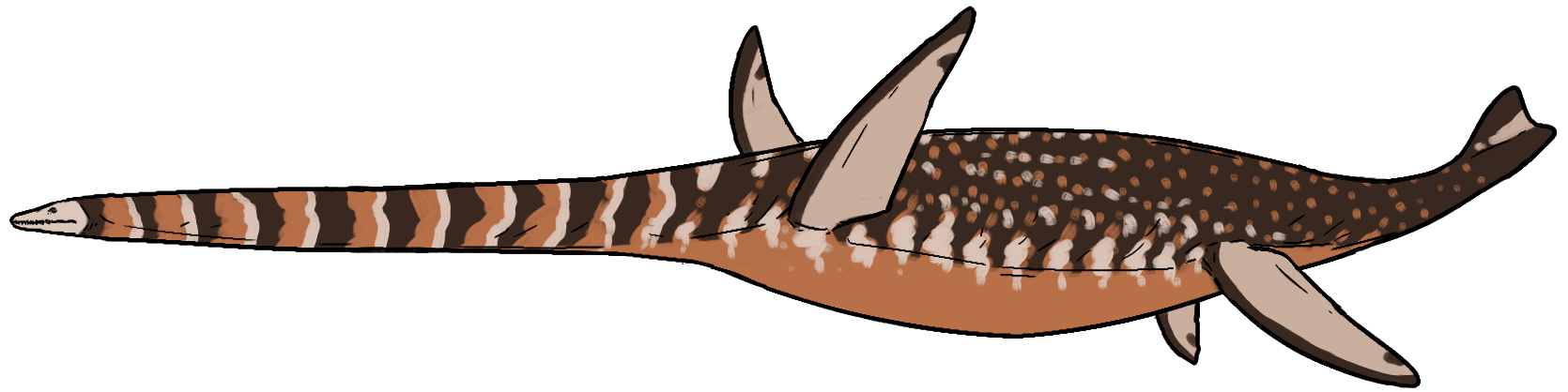
Ophthalmothule cryostea

Ophthalmothule is een geslacht van de Plesiosauria dat op de grens van de Jura en het Krijt leefde in het gebied van het huidige Spitsbergen. De enige benoemde soort is Ophthalmothule cryostea.

## Vondst en naamgeving
In 2012 werd op de noordelijke helling van de berg Wimanfjellet door de Spitsbergen Mesozoic Research Group een skelet van een plesiosauriër gevonden. Dat was deel van een reeks opgravingen tussen 2007 en 2012 door het natuurhistorisch museum van de Universiteit van Oslo.
In 2020 werd de typesoort Ophthalmothule cryostea benoemd en beschreven door Aubrey Jane Roberts, Patrick Scott Druckenmiller, Benoit Cordonnier, Lene L. Delsett en Jørn H. Hurum. De geslachtsnaam is een combinatie van het Grieks ophthalmos, "oog", en Thule. De naam is een verwijzing naar de grote oogkassen en naar Ultima Thule, waarmee in de Oudheid het uiterste noorden werd aangeduid. De soortaanduiding is een combinatie van het Grieks kryos, "bevroren", en het Latijn ostea, "botten". De Life Science Identifiers, nodig voor de geldigheid van een naam gepubliceerd in een elektronisch tijdschrift, zijn 63110850-0CAC-4DBA-99C2-7AC3B6B926DB voor het geslacht en 97CEBF5F-58FE-472F-AFA4-9C00E37BB834 voor de soort.
Het holotype, PMO 224.248, is gevonden in de Slottsmøya-afzetting van de Agardhfjelletformatie die dateert uit het late Volgien wat het late Tithonien en vroege Berriasien overspant, zo'n honderdvijftig miljoen jaar oud. Het holotype was in 2020 het jongste cryptoclidide exemplaar uit de formatie gevonden. Het bestaat uit een skelet met schedel. Bewaard zijn gebleven: de schedel met onderkaken; de hele wervelkolom tot en met de tiende ruggenwervel, nekribben, ribben en buikribben, de schoudergordel, beide voorvinnen en de linkerachtervin. Bekken en staart ontbreken. In de buikholte zijn gastrolieten gevonden en botjes die een mogelijke maaltijd hebben gevormd. Het skelet ligt grotendeels in verband, maar de schedel en veel kootjes zijn kennelijk een eindje weggedreven. Het betreft een volwassen individu.

## Beschrijving

Ophthalmothule in grootte vergeleken met een mens

### Grootte
Ophthalmothule is ongeveer vijf tot vijfenhalve meter lang.

### Onderscheidende kenmerken
De beschrijvers stelden verschillende onderscheidende kenmerken vast. Sommige daarvan zijn autapomorfieën, unieke afgeleide (dus nieuwe) eigenschappen, in dit geval ten opzichte van de Cryptoclididae. De binnenste tak van de praemaxilla eindigt voor de achterrand van het neusgat. Er zijn vijftig halswervels. De achtste halswervel heeft lange achterste gewrichtsuitsteekels, bijna even lang als het wervellichaam — dit is uniek voor de Plesiosauria als geheel. De ribben van de achterste nek en voorste rug hebben een opvallende, korte (minder dan de helft van de riblengte), lengterichel over de bovenzijde lopen. Het opperarmbeen is golvend in zijaanzicht waarbij de kop van het opperarmbeen schuin naar voren en midden gericht is.

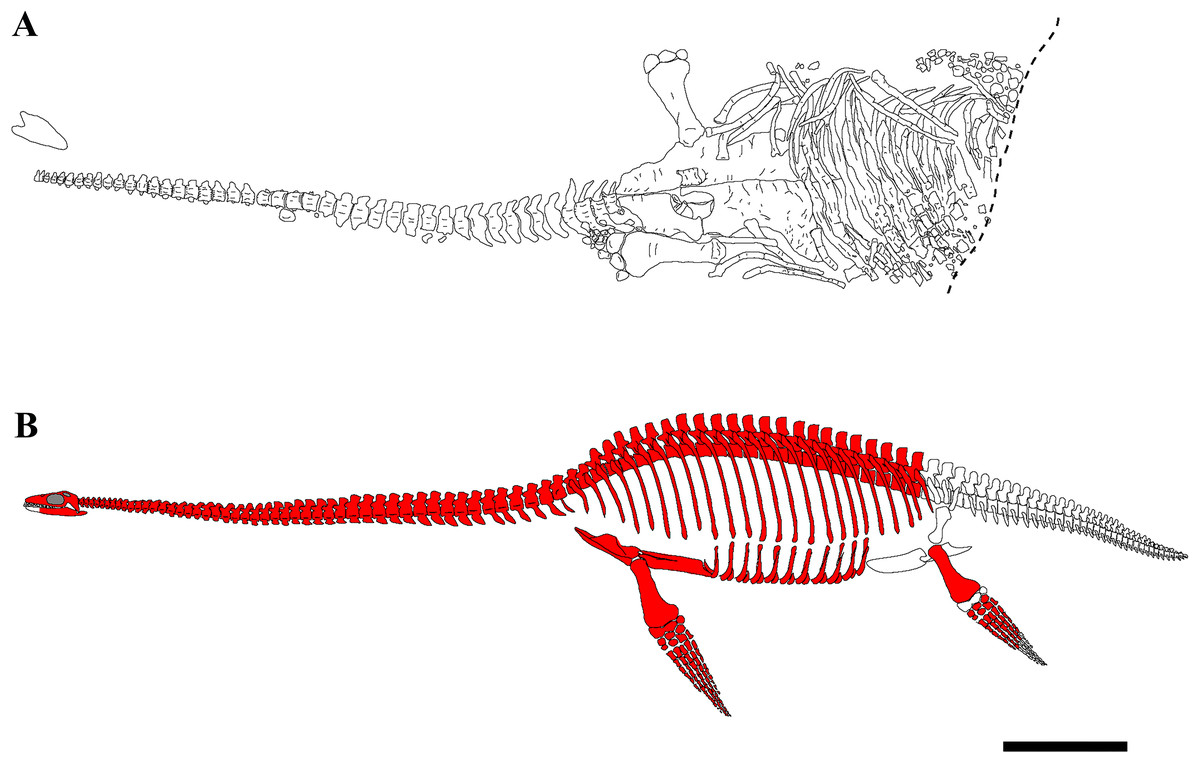
Kaart van de vindplaats en diagram van de gevonden beenderen

Daarnaast is er een unieke combinatie van op zich niet unieke kenmerken. De praemaxilla draagt zes tanden in plaats van vijf. Het bovenkaaksbeen wordt geschat meer dan zestien tanden te dragen net als de verwanten Cryptoclidus eurymerus (achttien tanden) en Tricleidus seeleyi (zeventien tanden). Het voorhoofdsbeen is tweemaal zo lang in de lengterichting dan het wandbeen, in plaats van even lang of korter. Het voorhoofdsbeen raakt het midden en de achterrand van het neusgat in plaats van alleen de achterrand. Er bevindt zich een vebster tussen de voorhoofdsbeenderen. Er is een lage, maar smalle schedelkam in plaat van een brede schedelkam. Het quadratum raakt met de voorste buitenzijde het pterygoïde in plaats van met de achterste binnenzijde. De buitenste gewrichtsknobbel van het quadratum is groter dan de binnenste in plaats van andersom. De tubera basilaria zijn overdwars breed en verticaal plat in plaats van rond in doorsnede. De tubera basilaria zijn van onderen bezien driehoekig, aan de voorzijde langs de voorste middelste tak van het pterygoïde lopend in plaats van cilindervormig met vooraan glad bot. Het exoccipitale draagt bij aan de achterhoofdsknobbel. Het supraoccipitale heeft geen achterste middenrichel. Het verhemeltebeen en het ploegschaarbeen dringen het bovenkaaksbeen van de choana, het interne neusgat. Het ploegschaarbeen raakt de voorste holte tussen de pterygoïden niet. De voorste middelste tak van het pterygoïde reikt zover als het parabasisfenoïde. Het dentarium van de onderkaak heeft een overdwars verbreed vlak van de tandkassen met naar buiten verschoven en naar buiten hellende tandkassen. De holte van het kaakgewricht is hoog, de helft van de hoogte van de onderkaak beslaand. Het retroarticulair uitsteeksel is licht naar boven gericht in plaats van sterk. De tanden hebben fijne richels, sterker geprononceerd op de buitenzijde in plaats van de binnenzijde. De tandkronen zijn licht gekromd in plaats van sterk. De eerste halswervel, de atlas, heeft een uitstulping op de onderzijde in plaats van een kiel. De atlas heeft ribben. De halswervels zijn licht amficoel in plaats van sterk uitgehold aan de uiteinden. De doornuitsteeksels van de voorste halswervels zijn laag en hellen naar achteren in plaats van verticaal recht te staan. Bij de halswervels zijn de voorste gewrichtsuitsteeksels zijn vooraan niet versmolten en achteraan wel in plaats van over de volle lengte wel of niet versmolten te zijn. De achterste gewrichtsuitsteeksels zijn over de middenlijn versmolten. De middelste en achterste halswervels hebben richels op de zijkanten. Op de ruggenwervels zijn de ribfacetten hoger dan breed in plaats van cirkelvormig. De bovenste tak van het schouderblad is kort en gereduceerd in plaats van lang en verbreed. De voorste middelste tak van het ravenbeksbeen is verbreed in plaats van gereduceerd. Het opperarmbeen is aanzienlijk groter dan het dijbeen in plaats van even groot of kleiner. Het opperarmbeen heeft drie tot voer facetten voor het contact met de onderarm in plaats van twee. Het spaakbeen is iets groter dan de ellepijp in plaats van horizontaal korter.

### Skelet
De kop is relatief smal met een vrij spitse snuit. De oogkassen zijn groot: 70% langer dan de bovenste slaapvensters en 29% van de schedellengte beslaand. De schedel als geheel is kort in vergelijking tot de lichaamslengte maar 4% daarvan beslaand.
De tanden in de onderkaak staan vrijwel zijwaarts uit. De tanden hebben een maximale diameter van 5,5 millimeter.

### Gastrolieten
De beschrijvers dachten niet dat de stenen in de buikholte echte gastrolieten waren. Daarvoor zouden ze te klein zijn met een diameter van minder dan twee centimeter. Wellicht gaat het om steentjes die per ongeluk ingeslikt zijn. Aangekondigd werd dat een toekomstige studie de botjes zou onderzoeken.

## Fylogenie

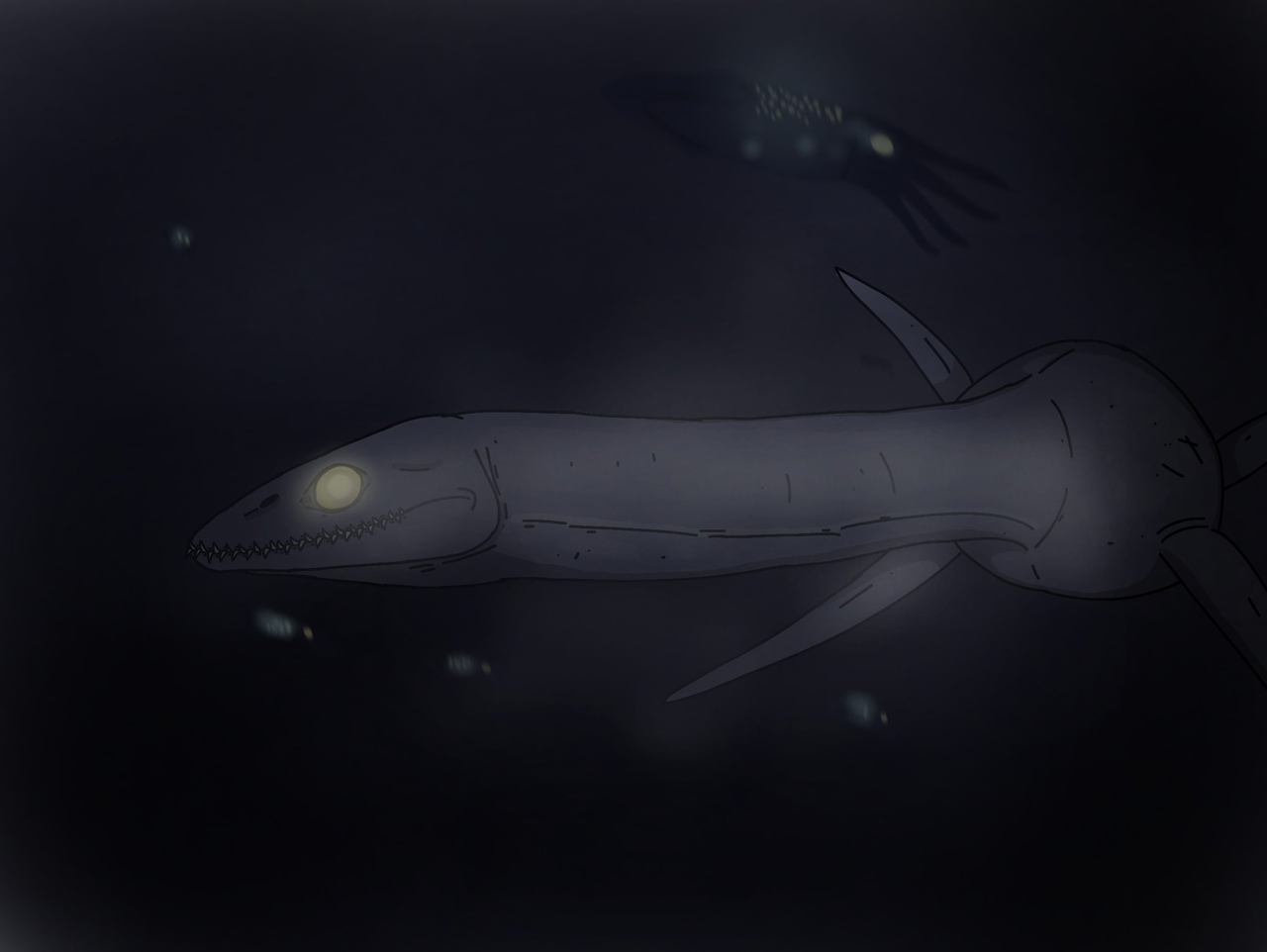
Een leven in de duisternis

Ophthalmothule werd in de Cryptoclididae geplaatst.
Het volgende cladogram toont de positie in de evolutionaire stamboom volgens het beschrijvende artikel.
|  | Plesiosaurus manselii |
|  |                       |
|  | Pantosaurus striatus  |
|  |                       |

|  | Abyssosaurus nataliae                                                                    |
|  |                                                                                          |
|  | \| \| Colymbosaurus svalbardensis \| \| \| \| \| \| Colymbosaurus megadeirus \| \| \| \| |
|  |                                                                                          |
|  | Colymbosaurus svalbardensis                                                              |
|  |                                                                                          |
|  | Colymbosaurus megadeirus                                                                 |
|  |                                                                                          |

|  | Colymbosaurus svalbardensis |
|  |                             |
|  | Colymbosaurus megadeirus    |
|  |                             |

|  | Plesiosaurus manselii |
|  |                       |
|  | Pantosaurus striatus  |
|  |                       |

|  | Abyssosaurus nataliae                                                                    |
|  |                                                                                          |
|  | \| \| Colymbosaurus svalbardensis \| \| \| \| \| \| Colymbosaurus megadeirus \| \| \| \| |
|  |                                                                                          |
|  | Colymbosaurus svalbardensis                                                              |
|  |                                                                                          |
|  | Colymbosaurus megadeirus                                                                 |
|  |                                                                                          |

|  | Colymbosaurus svalbardensis |
|  |                             |
|  | Colymbosaurus megadeirus    |
|  |                             |

|  | Tricleidus seeleyi                                                             |
|  |                                                                                |
|  | \| \| Picrocleidus beloclis \| \| \| \| \| \| Muraenosaurus leedsi \| \| \| \| |
|  |                                                                                |
|  | Picrocleidus beloclis                                                          |
|  |                                                                                |
|  | Muraenosaurus leedsi                                                           |
|  |                                                                                |

|  | Picrocleidus beloclis |
|  |                       |
|  | Muraenosaurus leedsi  |
|  |                       |

|  | Cryptoclidus eurymerus                                                            |
|  |                                                                                   |
|  | \| \| Kimmerosaurus langhami \| \| \| \| \| \| Tatenectes laramiensis \| \| \| \| |
|  |                                                                                   |
|  | Kimmerosaurus langhami                                                            |
|  |                                                                                   |
|  | Tatenectes laramiensis                                                            |
|  |                                                                                   |

|  | Kimmerosaurus langhami |
|  |                        |
|  | Tatenectes laramiensis |
|  |                        |

|  | Djupedalia engeri                                                             |
|  |                                                                               |
|  | \| \| Spitrasaurus spp. \| \| \| \| \| \| Ophthalmothule cryostea \| \| \| \| |
|  |                                                                               |
|  | Spitrasaurus spp.                                                             |
|  |                                                                               |
|  | Ophthalmothule cryostea                                                       |
|  |                                                                               |

|  | Spitrasaurus spp.       |
|  |                         |
|  | Ophthalmothule cryostea |
|  |                         |

|  | Cryptoclidus eurymerus                                                            |
|  |                                                                                   |
|  | \| \| Kimmerosaurus langhami \| \| \| \| \| \| Tatenectes laramiensis \| \| \| \| |
|  |                                                                                   |
|  | Kimmerosaurus langhami                                                            |
|  |                                                                                   |
|  | Tatenectes laramiensis                                                            |
|  |                                                                                   |

|  | Kimmerosaurus langhami |
|  |                        |
|  | Tatenectes laramiensis |
|  |                        |

|  | Djupedalia engeri                                                             |
|  |                                                                               |
|  | \| \| Spitrasaurus spp. \| \| \| \| \| \| Ophthalmothule cryostea \| \| \| \| |
|  |                                                                               |
|  | Spitrasaurus spp.                                                             |
|  |                                                                               |
|  | Ophthalmothule cryostea                                                       |
|  |                                                                               |

|  | Spitrasaurus spp.       |
|  |                         |
|  | Ophthalmothule cryostea |
|  |                         |

|  | Tricleidus seeleyi                                                             |
|  |                                                                                |
|  | \| \| Picrocleidus beloclis \| \| \| \| \| \| Muraenosaurus leedsi \| \| \| \| |
|  |                                                                                |
|  | Picrocleidus beloclis                                                          |
|  |                                                                                |
|  | Muraenosaurus leedsi                                                           |
|  |                                                                                |

|  | Picrocleidus beloclis |
|  |                       |
|  | Muraenosaurus leedsi  |
|  |                       |

|  | Cryptoclidus eurymerus                                                            |
|  |                                                                                   |
|  | \| \| Kimmerosaurus langhami \| \| \| \| \| \| Tatenectes laramiensis \| \| \| \| |
|  |                                                                                   |
|  | Kimmerosaurus langhami                                                            |
|  |                                                                                   |
|  | Tatenectes laramiensis                                                            |
|  |                                                                                   |

|  | Kimmerosaurus langhami |
|  |                        |
|  | Tatenectes laramiensis |
|  |                        |

|  | Djupedalia engeri                                                             |
|  |                                                                               |
|  | \| \| Spitrasaurus spp. \| \| \| \| \| \| Ophthalmothule cryostea \| \| \| \| |
|  |                                                                               |
|  | Spitrasaurus spp.                                                             |
|  |                                                                               |
|  | Ophthalmothule cryostea                                                       |
|  |                                                                               |

|  | Spitrasaurus spp.       |
|  |                         |
|  | Ophthalmothule cryostea |
|  |                         |

|  | Cryptoclidus eurymerus                                                            |
|  |                                                                                   |
|  | \| \| Kimmerosaurus langhami \| \| \| \| \| \| Tatenectes laramiensis \| \| \| \| |
|  |                                                                                   |
|  | Kimmerosaurus langhami                                                            |
|  |                                                                                   |
|  | Tatenectes laramiensis                                                            |
|  |                                                                                   |

|  | Kimmerosaurus langhami |
|  |                        |
|  | Tatenectes laramiensis |
|  |                        |

|  | Djupedalia engeri                                                             |
|  |                                                                               |
|  | \| \| Spitrasaurus spp. \| \| \| \| \| \| Ophthalmothule cryostea \| \| \| \| |
|  |                                                                               |
|  | Spitrasaurus spp.                                                             |
|  |                                                                               |
|  | Ophthalmothule cryostea                                                       |
|  |                                                                               |

|  | Spitrasaurus spp.       |
|  |                         |
|  | Ophthalmothule cryostea |
|  |                         |

## Levenswijze
De bijtkracht is, ondanks de vrij korte kop, tamelijk gering. Daarop wijzen ook de lange tanden. Ophthalmothule at vermoedelijk zachte dieren, zonder bepantsering. Door de korte kaken konden snelle wendbare prooien niet gevangen worden. Wellicht werden dieren van de zeebodem of uit de bodemmodder gegeten.
De grote oogkassen borgen vermoedelijk grote ogen. Daarmee kon het dier meer zien doordat meer licht kon worden binnengelaten en er meer lichtgevoelige cellen waren. Dat verbeterde gezichtsvermogen wijst op een leven in een duistere habitat. Dat kan de diepzee geweest zijn, maar ook het hoge noorden waar Ophthalmothule gevonden is en ook toen reeds tot een half jaar in de winter de zon niet opging.